# Yokuts

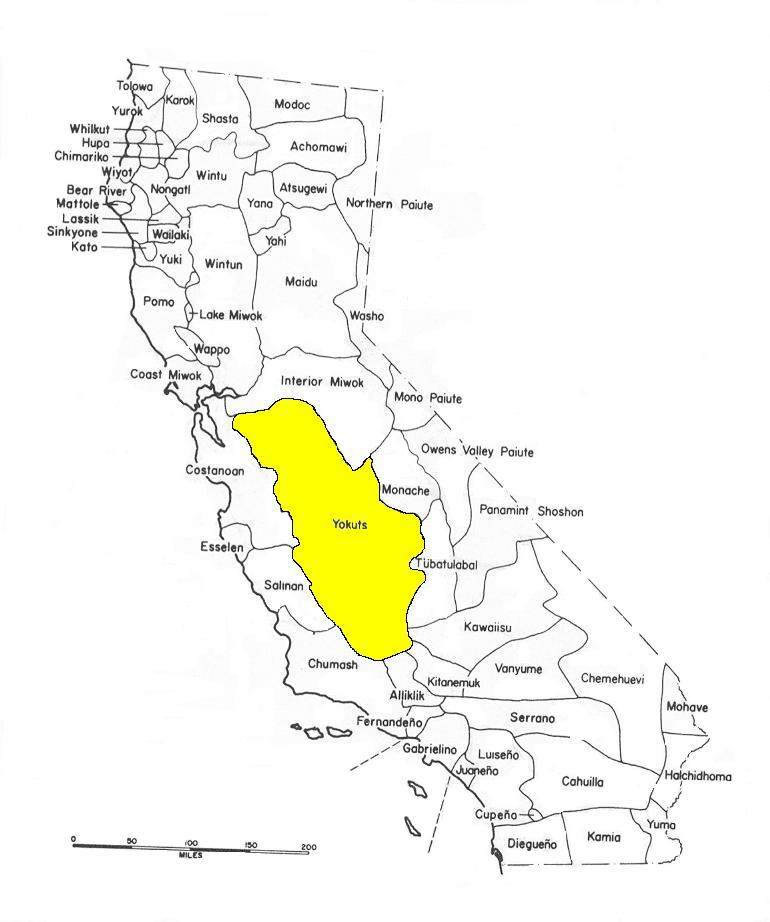
Leefgebied van de Yokuts vóór de Europese kolonisatie van Amerika

De Yokuts of Yokut, vroeger ook Mariposa-indianen genoemd, zijn een Noord-Amerikaans indianenvolk en de inheemse bevolking van de San Joaquin Valley in het midden van de Amerikaanse staat Californië.
Voor de komst van Europese ontdekkingsreizigers bestonden de Yokuts uit zo'n 60 tal stammen die nauw verwante dialecten of talen spraken (Yokutstalen). De toenmalige bevolking is geschat op 18.000 à 70.000. Tussen 1850 en 1900 nam het bevolkingsaantal drastisch af. Tegenwoordig zijn er zo'n 2000 Yokuts aangesloten bij een federaal erkende stam. In 2010 gaven 6273 Amerikanen aan dat ze volledig of deels afstammen van Yokuts-Indianen.

## Taal
Voor de Europese kolonisatie werden er zo'n veertig varianten van de Yokutstalen gesproken door de Yokuts-stammen. De Yokutstalen zijn niet nauw verwant aan andere talen, maar vormen mogelijk met de Utitalen een Yok-Utische taalfamilie.

## Casino's
Verschillende federaal erkende Yokuts-stammen zijn eigenaar en uitbater van een casino, een van de weinige manieren voor de vaak gemarginaliseerde volken om geld te verdienen:
- Picayune Rancheria of Chukchansi Indians – Chukchansi Gold Resort & Casino in Coarsegold
- Santa Rosa Rancheria – Tachi Palace Hotel & Casino in Lemoore
- Table Mountain Rancheria – Table Mountain Casino in Friant
- Tule River Indian Tribe of the Tule River Reservation (deels Yokuts) – Eagle Mountain Casino in Porterville
- Tuolumne Band of Me-Wuk Indians (deels Yokuts) – Black Oak Casino Resort in Tuolumne